# Flávia Máxima Constância
Flávia Máxima Constância foi uma imperatriz-consorte romana do ocidente, primeira esposa do imperador Graciano. De acordo com Amiano Marcelino, Constância seria uma filha póstuma de Constâncio II com sua terceira esposa, Faustina. Seus avós paternos eram Constantino e Fausta. 

## Família
Entre os tios paternos de Constância estavam Crispo, Constantino II e Constante. Entre suas tias estavam Constantina, esposa primeiro de Hanibaliano e, depois, de Constâncio Galo, e Helena, esposa do imperador Juliano, o Apóstata.

## Primeiros anos
Em 5 de outubro de 361, Constâncio II morreu de um febre em Mopsucrenae, perto de Tarso, na Cilícia. Ele esta marchando para oeste para enfrentar a revolta de Juliano, seu primo e cunhado. Numa suposta decisão no leito de morte, Constâncio o reconheceu oficialmente como herdeiro e sucessor. Quando Constância nasceu, pouco tempo depois, Juliano já estava consolidado no poder.
Em 26 de junho de 363, ele foi fatalmente ferido na Batalha de Samarra, contra as forças de Sapor II do Império Sassânida. Juliano morreu horas depois do final da batalha. Sua morte deixou Constância como a última descendente confirmada da Dinastia constantiniana.
Constância e sua mãe, Faustina, estavam presentes quando Procópio recebeu as insígnias dos ritos imperiais em Constantinopla. A presença de Faustina e de sua filha pequena sugere que Procópio era o herdeiro legítimo da Dinastia constantiniana, ainda muito reverenciada. Amiano Marcelino conta que Procópio "sempre trazia consigo numa liteira a filha de Constâncio e neta do grande Constantino, com sua mãe Faustina, tanto quando marchava quanto quando se preparava para a batalha, excitando assim os soldados a lutarem de forma obstinadamente pela família imperial com a qual, dizia, ele próprio estava ligado". Com quatro anos, Constância se tornou o motivo de outro conflito pelo trono romano. Em 27 de maio de 366, Procópio foi executado. Faustina desapareceu das fontes após a derrota de sua facção, mas Constância sobreviveu.

## Imperatriz-consorte
Em 374, Constância teria por volta de doze anos de idade e estava quase chegando na idade de se casar (na época) quando foi enviada para o ocidente para encontrar seu novo marido, o filho mais velho e co-imperador de Valentiniano I. Ele tinha uns quatorze anos. Perto de Sírmio, Constância e sua escolta foram atacados por uma força de ataque que incluía membros dos quados e dos sármatas; ela escapou por pouco. Em 27 de junho de 374, uma inscrição dedicatória num banho na Calábria menciona pela primeira vez Constância como imperatriz juntamente com sua madrasta (e sogra) Justina.
No mesmo ano do casamento, Valentiniano mudou-se para Aquinco, na Panônia, para poder melhor administrar o conflito com os quados. Graciano e Constância foram encarregados de governar em Augusta dos Tréveros (atual Tréveris), implicando que Graciano já teria começado desde então a agir como co-imperador mais do que nominalmente. Graciano logo se tornou o imperador sênior no ocidente, proclamando seu meio-irmão Valentiniano II como co-imperador.
Em 380, João Crisóstomo menciona Constância como estando ainda viva. A menção seguinte a ela, no Chronicon Paschale, é da época da chegada de seus restos à capital imperial em 31 de agosto de 383. Portanto, ela deve ter morrido no início deste mesmo ano, mas a causa não se sabe, a imperatriz morreu com apenas vinte e um anos de idade. Graciano casou-se em seguida com Leta, mas acabou assassinado em 25 de agosto de 383. O Chronicon afirma que ela teria sido sepultada em 1 de dezembro de 383.